# Ufficio politico del Partito Comunista del Vietnam
L'Ufficio politico (Politburo) del Comitato centrale del Partito Comunista del Vietnam (Bộ Chính trị Ban Chấp hành Trung ương Đảng Cộng sản Việt Nam in vietnamita), noto tra il 1930 ed il 1951 come Comitato permanente del Comitato centrale è l'organo di vertice del Partito Comunista del Vietnam tra le riunioni del Comitato centrale che si tengono due volte l'anno. 
Secondo il regolamento del partito, l'ufficio politico detta l'indirizzo di governo e mette in atto le decisioni prese dal Comitato centrale e durante i Congressi nazionali del partito. 
I membri dell'ufficio politico sono eletti dal Comitato centrale da cui ricevono anche un ordine di precedenza nel periodo immediatamente successivo ad un congresso nazionale. L'attuale ufficio politico, il tredicesimo, è stato eletto in seguito al XIII congresso nazionale del 2021 ed è composto da 18 membri. Il primo è il Segretario generale del Comitato centrale.

## Funzioni
L'ufficio politico è parte del Comitato centrale, l'organo al vertice del partito. I membri del Comitato centrale eleggono l'ufficio politico alla fine del Congresso nazionale del partito e possono decidere il numero dei componenti. Fino al 1990 i membri dell'ufficio politico potevano essere membri a pieno titolo o supplenti. 
Con l'abolizione del Segretariato nel 1996 venne creato un Comitato permanente dell'ufficio politico che ebbe breve durata. Questo era eletto dall'ufficio politico stesso invece che dal Comitato centrale, anche se le funzioni erano molto simili. Il Comitato permanente è stato abolito nel 2001 al IX Congresso del Partito e il Segretariato venne ricostituito. 
I membri dell'ufficio politico ricevono un ordine di precedenza al momento dell'elezione. 
L'ufficio politico è il massimo organo del partito ed è suo compito assicurarsi che le decisioni prese durante i Congressi nazionali o dal Comitato centrale vengano applicate a livello nazionale. È anche responsabile in materia di organizzazione e personale del partito ed ha il diritto di preparare i lavori e convocare il Comitato centrale. Le decisioni prese dall'ufficio politico possono essere revocate o respinte dal Comitato centrale ma questo succede solo in rari casi. Nel 2001 il Comitato centrale rifiutò il voto dell'ufficio politico a favore di mantenere Lê Khả Phiêu come Segretario generale, decidendo invece di licenziarlo e di scegliere un nuovo segretario dopo il IX Congresso nazionale.
L'ufficio politico si riunisce regolarmente e le decisioni vengono prese dai membri a maggioranza in base ai principi comunisti di leadership collettiva. 

### Relazione con lo stato
Prima delle riforme attuate da Nguyễn Văn Linh sul finire degli anni 1980 l'ufficio politico era l'organo decisionale supremo in tutti gli ambiti del partito e dello stato. Prima del 1988 non esistevano chiare linee guida sulle responsabilità dell'ufficio politico in ambito socioeconomico e questo interferiva regolarmente nelle decisioni del Consiglio dei Ministri. Fino al 1988 l'ufficio politico prendeva decisioni sul bilancio statale e sulla pianificazione economica, mentre dagli anni successivi acquisì un ruolo di supervisione e pianificazione generale, lasciando al governo la responsabilità per l'attuazione del piano. 
Nonostante questa separazione teorica, l'importanza dell'ufficio politico non può essere sottovalutata in quanto la maggior parte dei suoi membri ricoprono anche cariche nell'amministrazione dello stato, incluse quelle di Presidente e di Primo ministro.